# Eunice Gayson
Eunice Gayson (Croydon, 1928. március 17. – London, 2018. június 8.) angol színésznő. Az első Bond-lány.

## Filmjei
- Bátyám, Jonathán (My Brother Jonathan) (1948)
- It Happened in Soho (1948)
- The Huggetts Abroad (1949)
- Melody in the Dark (1949)
- Dance Hall (1950)
- To Have and to Hold (1951)
- Down Among the Z Men (1952)
- Miss Robin Hood (1952)
- Street Corner (1953)
- Dance, Little Lady (1954)
- One Just Man (1954)
- Out of the Clouds (1955)
- The Last Man to Hang? (1956)
- Zarak (1956)
- Folytassa, admirális! (Carry on Admiral) (1957)
- Light Fingers (1957)
- Frankenstein bosszúja (The Revenge of Frankenstein) (1958)
- Dr. No (1962)
- Oroszországból szeretettel (From Russia with Love) (1963)
- Az Angyal (The Saint) (1963, 1965, tv-sorozat, két epizódban)